# Sella Nevea
La Sella Nevea est un col des Alpes juliennes, dans le Frioul-Vénétie Julienne au Nord-Est de l'Italie. Il est situé à 1 190 m d'altitude et comprend à proximité la station de ski Kanin-Sella Nevea.